# هانی (شهر)
هانی (به ترکی استانبولی: Hani) شهری است در کشور ترکیه که در استان دیاربکر واقع شده‌است. جمعیت این شهر بر اساس سرشماری سال ۲۰۰۸ میلادی ۸٬۷۷۸ نفر و بر اساس برآوردهای سال ۲۰۰۹ میلادی ۹٬۲۶۴ نفر می‌باشد.